# 伊尼翁河畔蓬塞
伊尼翁河畔蓬塞（法語：Poncey-sur-l'Ignon，法語發音：[pɔ̃sɛ syʁ liɲɔ̃]）是法国科多尔省的一个市镇，位于该省中部，属于第戎区。

## 地理
伊尼翁河畔蓬塞（47°29'41"N, 4°45'41"E）面积16.35 平方千米，位于法国勃艮第-弗朗什-孔泰大區科多尔省，该省份为法国中东部省份，北起奥布省，西接涅夫勒省和约讷省，南至索恩-卢瓦尔省，东南接汝拉省，东临上索恩省，东北部与上马恩省接壤。
与伊尼翁河畔蓬塞接壤的市镇（或旧市镇、城区）包括：尚索、布利尼勒塞克、尚帕尼、苏尔斯塞纳、佩勒雷、沃索勒。
伊尼翁河畔蓬塞的时区为UTC+01:00、UTC+02:00（夏令时）。

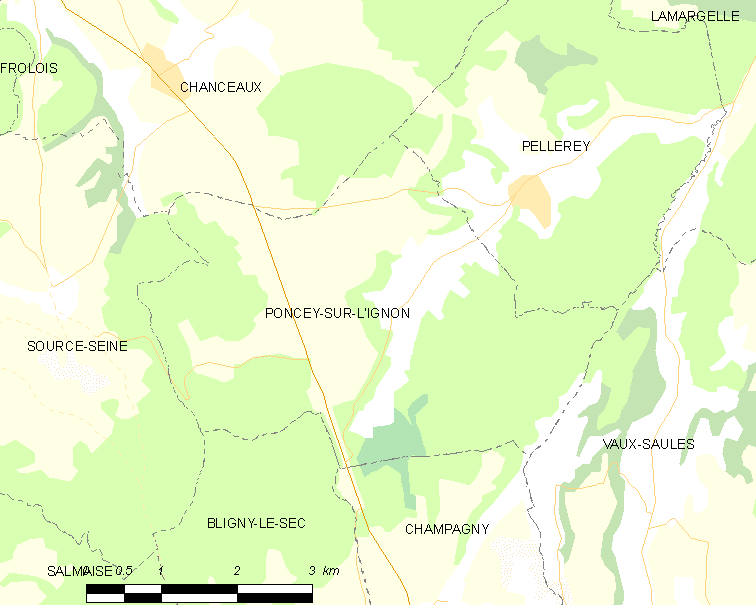
伊尼翁河畔蓬塞的OSM定位图

## 行政
伊尼翁河畔蓬塞的邮政编码为21440，INSEE市镇编码为21494。

## 政治
伊尼翁河畔蓬塞所属的省级选区为蒂耶河畔伊斯县。

## 人口

1962-2008年间伊尼翁河畔蓬塞人口变化图示

伊尼翁河畔蓬塞于2022年1月1日时的人口数量为82人。